# Cygnus CRS OA-7
Cygnus CRS OA-7, conosciuta anche come Orbital ATK 7, è stata una missione spaziale privata di rifornimento per la Stazione spaziale internazionale, programmata da Orbital ATK per la NASA nell'ambito del programma Commercial Resupply Services, e decollata il 18 aprile 2017.
Il vettore utilizzato è stato un Atlas V, il quale ha portato in orbita il veicolo cargo Cygnus, costituito in questo caso dalla capsula S.S. John Glenn, comprendente il modulo per immagazzinamento pressurizzato costruito da un partner industriale di Orbital ATK, la Thales Alenia Space.
La CRS OA-7 è stata l'ottava missione orbitale del veicolo spaziale Cygnus, la settima delle quali avente come cliente la NASA.

## Modulo di servizio
La missione CRS OA-7 è stata effettuata con una navetta Cygnus, in particolare con una versione di dimensioni maggiori, versione utilizzata qui per la quarta volta.
Come da tradizione della Orbital ATK, il modulo è stato battezzato S.S. John Glenn, in onore dell'astronauta e senatore statunitense John Glenn il primo cittadino statunitense ad essere mai stato in orbita, impresa effettuata nel 1962, nel corso della missione Mercury-Atlas 6, nonché il più anziano statunitense ad andare nello spazio, impresa questa compiuta nel 1998, a bordo della missione STS-95.

## Lancio e svolgimento della missione

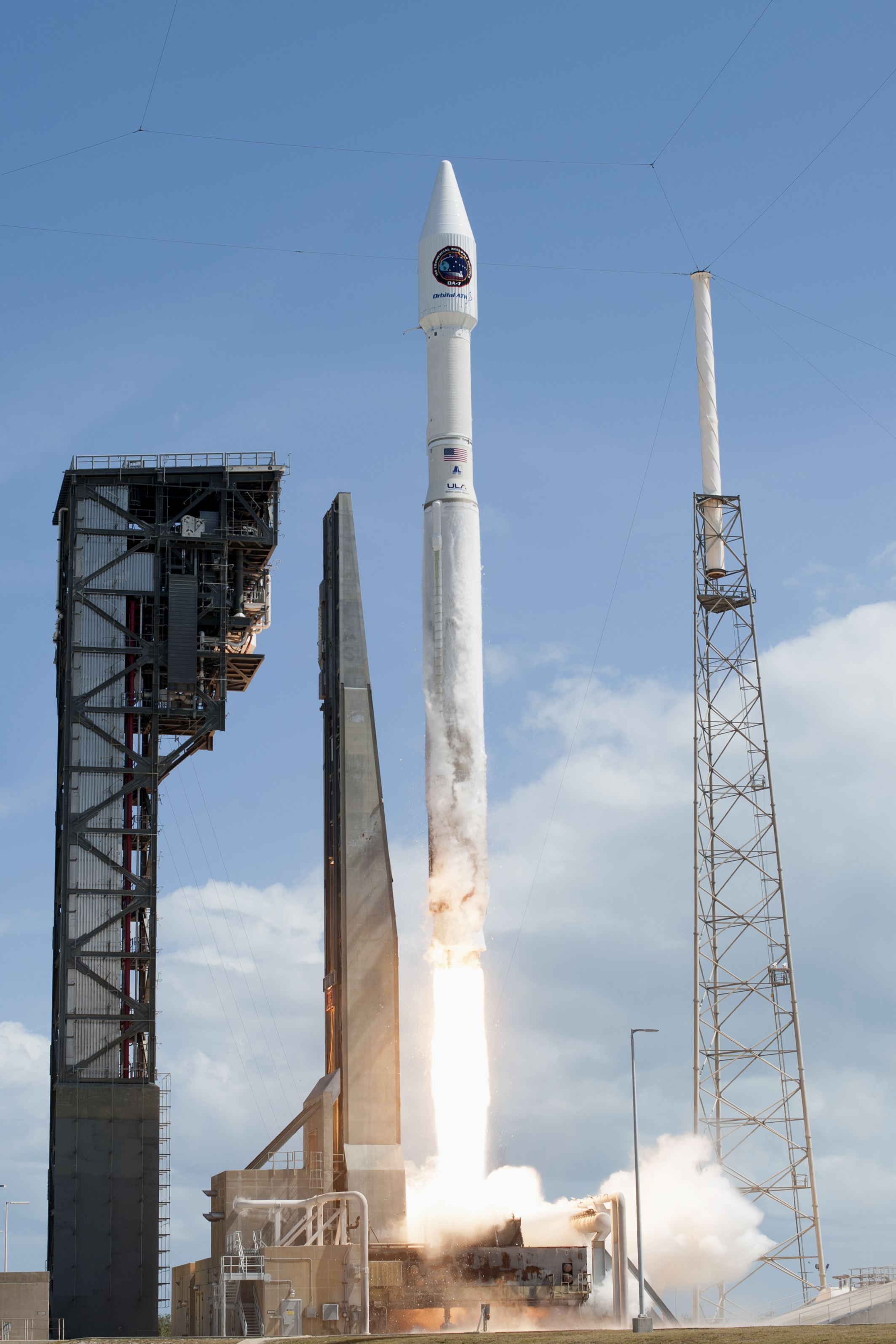
La partenza della mission CRS OA-7.

Contrariamente a quanto avvenuto per la precedente missione CRS OA-5, mandata in orbita grazie a un razzo Antares 230 nell'ottobre 2016, la NASA chiese alla Orbital ATK di effettuare il lancio utilizzando un Atlas V, già utilizzato per il lancio delle missioni CRS OA-4, nel dicembre 2015, e CRS OA-6, nel marzo 2016, in modo da aumentare la capacità di carico. Così, il lancio della missione, effettuato dalla United Launch Alliance, avvenne il 18 aprile 2017 alle 15:11 UTC grazie a un razzo Atlas V 401 decollato dal complesso di lancio 41 della base di lancio di Cape Canaveral.
Il 22 aprile 2017 il modulo di servizio Cygnus, con a bordo la capsula pressurizzata per immagazzinamento costruita dalla Thales Alenia Space, ha raggiunto la ISS ed ha iniziato a condurre una serie di manovre per regolare la propria velocità, altitudine e orientazione con quella della stazione spaziale. Dopo aver raggiunto il punto di cattura, alle 10:05 UTC il veicolo è stato preso dal Canadarm2, manovrato dall'astronauta francese Thomas Pesquet, e infine, alle 12:39 UTC, è stato agganciato al modulo Unity.
Il modulo Cygnus della missione è rimasto agganciato alla ISS per 42 giorni, 22 ore e 26 minuti. Il 1º giugno 2017, la NASA annunciò di voler sganciare il Cygnus un mese prima rispetto a quanto previsto. In previsione dello sgancio, quindi, il modulo fu agganciato dal Canadarm2 il 2 giugno e sganciato dal modulo Unity alle 11:05 UTC del 4 giugno. Infine, alle 13:10 UTC dello stesso giorno, il modulo di servizio è stato liberato. Dopo una serie di manovre atte ad allontanarlo dalla stazione spaziale, il Cygnus ha effettuato un'accensione di pochi minuti in previsione del suo rientro in atmosfera, avvenuto l'11 giugno 2017 alle 17:08 UTC. I resti della missione, costituiti da circa 1.950 kg di materiale, caddero a est della Nuova Zelanda, nell'Oceano Pacifico.
Alle 20:00 UTC del 4 giugno, poche ore dopo il distacco dalla ISS della Cygnus, è stato fatto partire l'esperimento SAFFIRE III, situato a bordo del modulo di servizio. Questo esperimento consisteva in una combustione controllata di alcuni campioni di materiale di cui era costituita la navetta, il tutto per valutare come questi materiali brucino in condizioni di microgravità. L'8 giugno, invece, sono stati rilasciati in orbita quattro CubeSat facenti parte dell'esperimento LEMUR-2, volto a creare una costellazione di microsatelliti per il controllo del traffico aereo e navale, nonché delle condizioni meteo, la prima coppia di satelliti fu posta in orbita alle 20:46 UTC e la seconda alle 23:46 UTC. Durante il rientro atmosferico, infine, appena arrivato nell'atmosfera, il modulo Cygnus ha rilasciato tre sonde facenti parte dell'esperimento RED-Data2, in modo da raccogliere dati su come alcuni materiali refrattari reagiscano alle alte temperature del rientro, così da poter caratterizzare i danni subiti dai veicoli spaziali in questa delicata fase.

## Carico
La missione CRS OA-7 ha portato in orbita un carico totale di 3.459 kg di materiale. Questo includeva 3.376 kg (involucro compreso) di materiale pressurizzato destinato all'interno della Stazione Spaziale Internazionale e 83 kg di carico non pressurizzato costituito da un lanciatore di satelliti CubeSat della NanoRacks, il NanoRacks CubeSat Deployer, e da quattro satelliti CubeSat, messi in orbita con il sopraccitato dispositivo dopo il distacco del modulo Cygnus dalla ISS.
In particolare il carico era così composto:
- Carico destinato all'interno della ISS: 
  - Esperimenti scientifici: 940 kg
  - Rifornimenti per l'equipaggio: 954 kg
  - Hardware per la stazione spaziale: 1.215 kg
  - Equipaggiamenti per le attività extraveicolari: 73 kg
  - Risorse informatiche: 2 kg
  - Hardware russo: 18 kg
- NanoRacks CubeSat Deployer (NRCSD) e quattro satelliti CubeSat: 83 kg

Tra il materiale per esperimenti scientifici trasportato sulla ISS vi erano anche 34 CubeSat, 28 dei quali costruiti da studenti universitari nell'ambito del programma QB50, destinati a essere lanciati dal modulo Kibō.